# O Encontro (álbum de Davi Sacer e Trazendo a Arca)
O Encontro é um álbum ao vivo da banda brasileira Trazendo a Arca em colaboração com o cantor e compositor Davi Sacer, lançado em 14 de julho de 2020 pela gravadora Som Livre.
Produzido em torno da reunião da formação clássica do Trazendo a Arca, que se desfez em 2010, o álbum foi gravado na Igreja Batista Atitude, em maio de 2020, durante a pandemia de COVID-19 no Brasil. A apresentação foi transmitida online e contou com produção musical do tecladista Ronald Fonseca e foi o primeiro disco da banda produzido pelo músico desde Live in Orlando (2011).
O repertório foi concentrado em músicas lançadas pelos músicos em todos os álbuns da formação original da banda, além da canção "Entre a Fé e a Razão", originalmente gravada após a saída do casal Sacer do grupo. Após o lançamento, a obra recebeu avaliações favoráveis da mídia especializada.

## Antecedentes

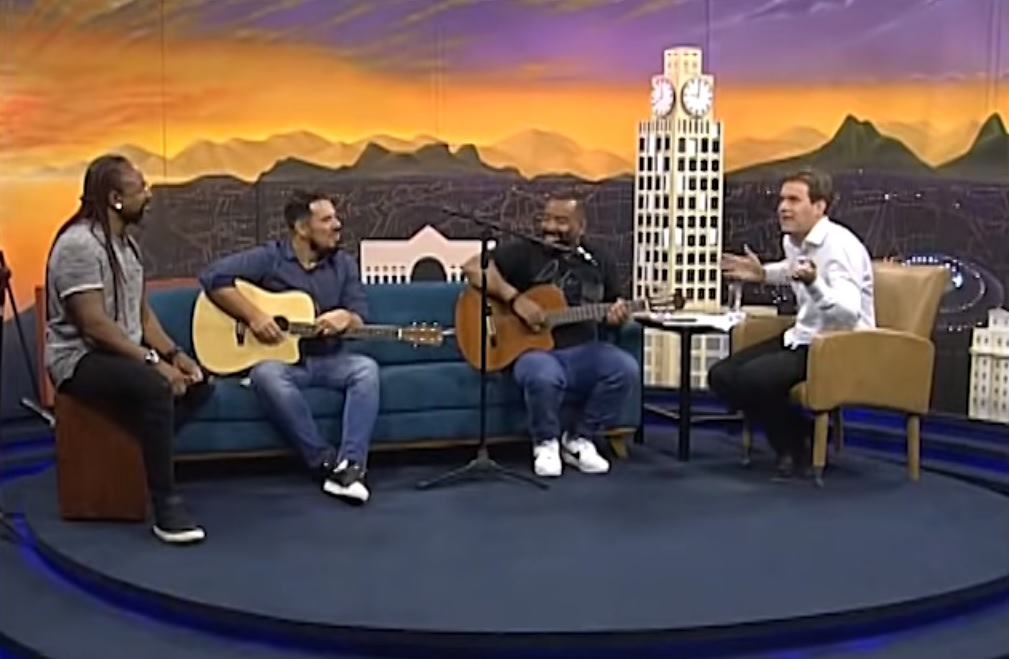
André Mattos, Deco Rodrigues e Luiz Arcanjo no programa televisivo Boas Novas no Ar, em março de 2018.

Em 2010, Davi Sacer e Verônica Sacer deixaram o Trazendo a Arca. Apesar da saída da banda, os ex-integrantes mantiveram relações pacíficas com os colegas de grupo. Sacer chegou a gravar algumas canções inéditas escritas pelos integrantes em carreira solo, como "Oração com Fé" (do álbum Confio em Ti, 2010) e "Essa Noite que Passou" (do álbum Às Margens do Teu Rio, de 2012). Da mesma forma, o Trazendo a Arca chegou a gravar "Magnífico Deus", que contou com co-autoria de Sacer, no álbum Na Casa dos Profetas (2012).
Depois que Ronald Fonseca deixou a banda em 2012, Sacer se reaproximou do ex-colega de grupo e, com ele, produziu o álbum Meu Abrigo, lançado no final de 2015. No ano seguinte, Fonseca reuniu Sacer e Luiz Arcanjo para uma regravação da canção "Se a Nação Clamar". Em várias ocasiões, Luiz Arcanjo chegou a dizer da importância de sua parceria com Davi Sacer. Em 2015, em entrevista ao Super Gospel, disse que "Davi ainda é um amigo e irmão... Hoje a dificuldade que temos são nossas agendas, mas quem sabe um dia não conseguimos sentar e compor juntos? Não seria impossível".
Davi Sacer também disse publicamente que tinha planos de gravar novamente com Luiz Arcanjo. Em 2018, com Ronald Fonseca e o guitarrista André Cavalcante, começou a trabalhar no álbum 15 Anos, que reuniu sucessos do Trazendo a Arca em novas roupagens solo. Além das participações de outros artistas, Sacer convidou Arcanjo para uma participação, mas Luiz estava nos Estados Unidos numa turnê do Trazendo a Arca. Ao lançar o álbum em julho de 2019, Davi Sacer anunciou que faria uma gravação com os integrantes da banda.
Ao mesmo tempo, o Trazendo a Arca anunciava uma turnê final, chamada Sexto Passo, que os músicos projetaram fazer desde 2018. Arcanjo justificou, em entrevista a revista Comunhão, que a banda pausaria suas atividades o argumento de que "estávamos sobrecarregados de trabalhos. Não brigamos, apenas resolvemos parar para descansar por um período". O primeiro show da turnê teve a participação de Verônica Sacer, como convidada, nos vocais.
Enquanto Davi Sacer se preparava para gravar mais um álbum inédito em carreira solo em show marcado para 13 de abril de 2020, se desenvolveu a pandemia de COVID-19 no Brasil. Com um mês de antecedência, o cantor cancelou a gravação. Na mesma época, Luiz Arcanjo convidou Davi e Verônica Sacer para uma live. Segundo eles, em comunicado para a imprensa, os comentários positivos que os três receberam do público incentivaram a promover a reunião da banda. Dias depois, Davi promoveu um show virtual no seu canal no YouTube, trazendo como convidado principal Luiz Arcanjo. No final da apresentação, os músicos anunciaram a reunião do Trazendo a Arca para 2 de maio daquele ano.

## Gravação

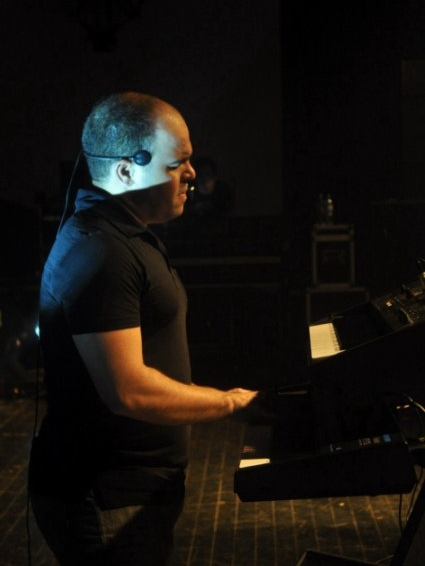
O Encontro foi o primeiro álbum do Trazendo a Arca com produção de Ronald Fonseca desde Live in Orlando (2011).

O Trazendo a Arca divulgou antecipadamente a lista de músicas que seriam tocas na transmissão online. Nos planos originais, existiam mais de 30 canções de todos os álbuns da banda até Salmos e Cânticos Espirituais (2009), último com a participação de Verônica e Davi Sacer. Mas, durante o processo, Luiz Arcanjo decidiu reduzir a quantidade de músicas para 27 faixas e, por solicitação de Verônica Sacer, ainda incluiu "Entre a Fé e a Razão", a mais pedida pelo público durante a transmissão.
Por conta da pandemia e o distanciamento social imposto, a banda afirmou que não ocorreram ensaios antes da gravação e que, oficialmente, os músicos não tocavam juntos desde 2010. Por isso, os músicos chegaram a errar algumas canções, especialmente "Santo", que motivou um pedido de desculpas dos integrantes e piadas durante o processo. O evento foi gravado na Igreja Batista Atitude. A direção de vídeo ficou a cargo de Wiggo Berge, que já tinha trabalhado com Davi Sacer em carreira solo e outros artistas como Ludmilla, Anitta, Dennis DJ e Onze:20.
Além da banda principal, o Trazendo a Arca reuniu um trio de metais que já tinha gravado com a banda no DVD Ao Vivo no Maracanãzinho (2008), formado por Angelo Torres, Marcos Bonfim e Márcio André. Entre as canções, a banda pediu doações por código QR para um projeto social. A audiência atingiu um pico de 60 mil pessoas simultâneas, enquanto a transmissão, somada, alcançou cerca de 500 mil espectadores.
Antes e durante a transmissão, a banda anunciou que o show virtual seria removido do canal da banda logo após a apresentação.
Após a gravação da transmissão, Luiz Arcanjo e Davi Sacer regravaram vários dos vocais para o álbum, corrigindo eventuais erros cometidos durante a transmissão. Verônica Sacer, por sua vez, afirmou que não regravou nenhum dos seus vocais. A obra contou com mixagem e masterização de André Cavalcante e Gustavo Cavalcante.

## Projeto gráfico
O projeto gráfico do álbum foi elaborado pela equipe de design da gravadora Som Livre. A capa original, de tons pastéis, trazia duas mãos juntas e o título do álbum em destaque. Dias depois, a capa foi substituída por outro modelo, formado por um quadrado de cor azul, e com o nome da banda e do álbum com o mesmo tamanho.

## Lançamento
| Críticas profissionais | Críticas profissionais |
| Avaliações da crítica  | Avaliações da crítica  |
| Fonte                  | Avaliação              |
| ---------------------- | ---------------------- |
| Super Gospel           | [ 12 ]                 |

O Encontro foi lançado em 14 de julho de 2020 pela gravadora brasileira Som Livre nas plataformas digitais. Diferentemente da transmissão, o álbum trouxe 15 das quase 30 faixas apresentadas. Segundo Davi Sacer, a banda escolheu as canções que receberam as melhores performances. Logo que o disco foi lançado, ainda durante a pandemia, o cantor afirmou para a Apple Music que desejaria promover uma turnê comemorativa pelo Brasil juntamente com o Trazendo a Arca. Em entrevista dada ao Super Gospel, Verônica Sacer também se manifestou a favor de uma turnê da formação original. Luiz Arcanjo, na mesma opinião, disse "quem sabe" para a possibilidade.
O álbum recebeu avaliações favoráveis da mídia especializada. Em texto publicado no Super Gospel, foi dito que O Encontro é a "materialidade de uma amizade que sentiu conjuntamente a pobreza, o sucesso, processos judiciais, o envelhecimento e, ao mesmo tempo, uma paixão musical que permanece viva durante uma pandemia que, de forma contraditória, reforça a morte". Na crítica, o disco recebeu uma cotação de 4 estrelas de 5.

## Faixas
| N.º            | Título                 | Compositor(es)                                   | Vocais                                    | Duração |  |
| 1.             | "Aleluia, Hosana"      | Davi Sacer                                       | Davi Sacer                                | 3:10    |  |
| 2.             | "Trazendo a Arca"      | Ronald Fonseca Luiz Arcanjo Deco Rodrigues Sacer | Luiz Arcanjo                              | 3:49    |  |
| 3.             | "O Chão Vai Tremer"    | Arcanjo Sacer                                    | Davi Sacer e Luiz Arcanjo                 | 4:16    |  |
| 4.             | "Invoca-Me"            | Fonseca Arcanjo Kleber Lucas                     | Davi Sacer e Luiz Arcanjo                 | 5:31    |  |
| 5.             | "Serás Sempre Deus"    | Arcanjo Rodrigues                                | Luiz Arcanjo                              | 6:34    |  |
| 6.             | "Mais"                 | Arcanjo Sacer                                    | Luiz Arcanjo e Davi Sacer                 | 6:20    |  |
| 7.             | "Senhor e Rei"         | Fonseca Arcanjo Rodrigues Sacer                  | Davi Sacer, Verônica Sacer e Luiz Arcanjo | 11:11   |  |
| 8.             | "Sobre as Águas"       | Fonseca Sacer Arcanjo                            | Davi Sacer e Verônica Sacer               | 9:13    |  |
| 9.             | "Não Vou Desistir"     | Arcanjo Sacer                                    | Luiz Arcanjo e Davi Sacer                 | 5:58    |  |
| 10.            | "Leva-me Além"         | Fonseca                                          | Davi Sacer                                | 8:00    |  |
| 11.            | "Lembra Senhor"        | Arcanjo Sacer Rodrigues                          | Luiz Arcanjo e Verônica Sacer             | 8:14    |  |
| 12.            | "Caminho de Milagres"  | Fonseca Arcanjo Sacer Aline Barros               | Davi Sacer, Verônica Sacer e Luiz Arcanjo | 6:38    |  |
| 13.            | "Abro Mão"             | Arcanjo                                          | Luiz Arcanjo e Davi Sacer                 | 5:42    |  |
| 14.            | "Entre a Fé e a Razão" | Arcanjo Fonseca                                  | Luiz Arcanjo e Davi Sacer                 | 4:48    |  |
| 15.            | "Marca da Promessa"    | Rodrigues Arcanjo Sacer Fonseca                  | Davi Sacer                                | 5:36    |  |
| Duração total: | Duração total:         | Duração total:                                   | Duração total:                            | 94:38   |  |

## Ficha técnica
Banda
- Luiz Arcanjo – vocais, violão
- Davi Sacer – vocais
- Verônica Sacer – vocal
- Ronald Fonseca – produção musical, arranjos e teclado
- Deco Rodrigues – baixo, vocal de apoio
- André Mattos – bateria, percussão, vocal de apoio
- Isaac Ramos - guitarra

Músicos convidados
- Angelo Torres – sax alto
- Marcos Bonfim – sax tenor
- Márcio André – trompete

Equipe técnica
- André Cavalcante – mixagem, masterização
- Gustavo Cavalcante – mixagem, masterização
- Wiggo Berge – direção de vídeo

Projeto gráfico
- Som Livre – design

## Desempenho nas paradas
| Paradas (2020)                                      | Melhor posição |
| --------------------------------------------------- | -------------- |
| Brasil (Apple Music Christian & Gospel Album Chart) | 4              |